# FN FNC
 (août 2013).
Si vous disposez d'ouvrages ou d'articles de référence ou si vous connaissez des sites web de qualité traitant du thème abordé ici, merci de compléter l'article en donnant les références utiles à sa vérifiabilité et en les liant à la section « Notes et références ».
Pour les articles homonymes, voir FNC.

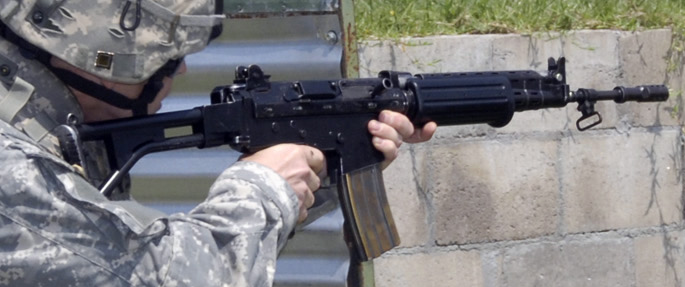
Soldat américain épaulant un FN FNC durant un entrainement au Salvador

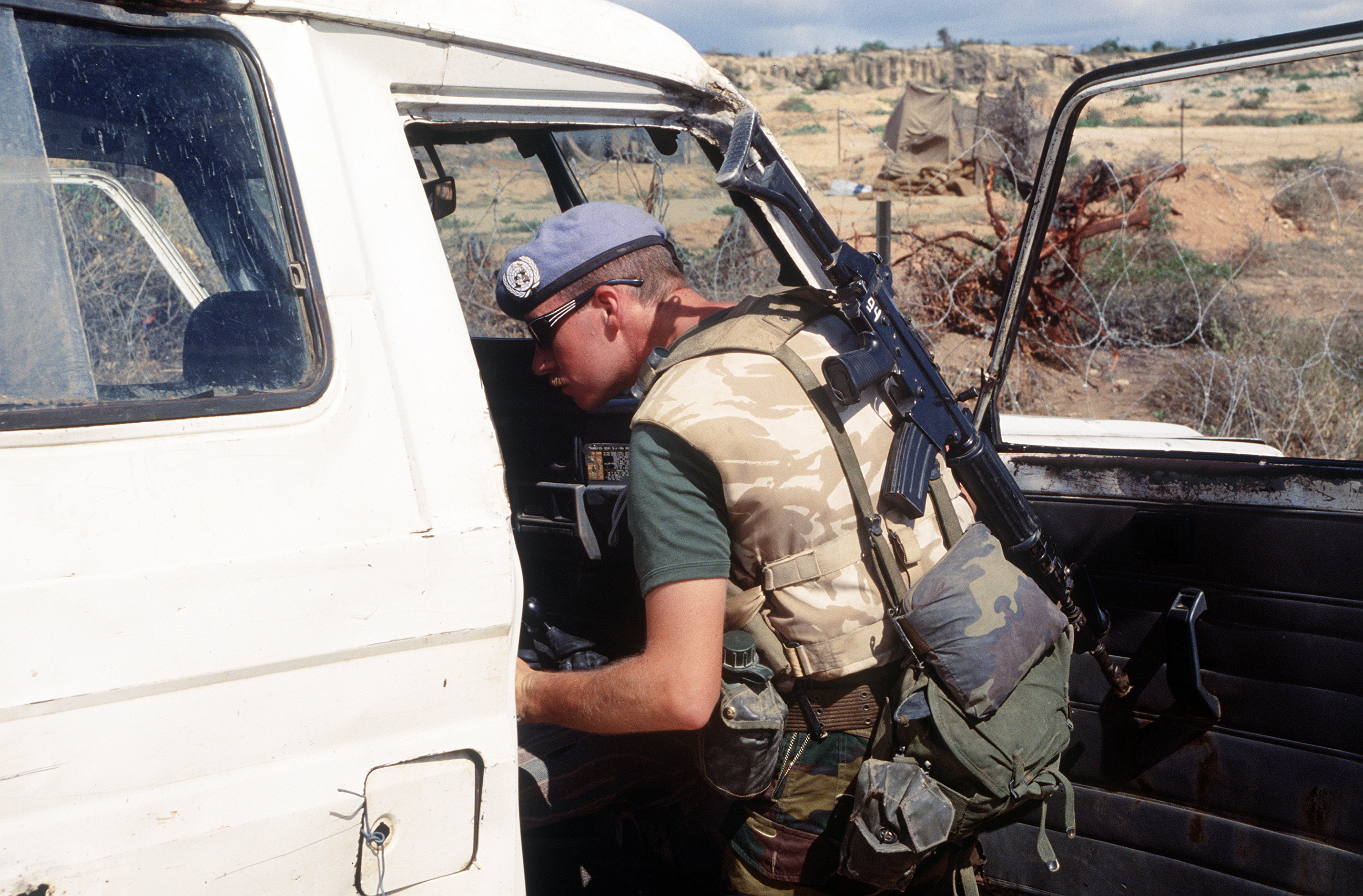
Casque bleu belge équipé d'un FN FNC effectue un contrôle de sécurité dans un véhicule en Somalie

La FN FNC (Fabrique Nationale Carabine) est un fusil d'assaut de calibre 5,56 × 45 mm OTAN de conception belge fabriqué par la FN Herstal à partir du milieu des années 1970 après l'échec d'un premier concept en 5,56 mm, le FN CAL, chef-d'œuvre d'ingénierie armurière, mais complexe, fragile et coûteux.

## Conception et fonctionnement
La FNC est d'une conception pragmatique, son mécanisme de détente est basé sur celui du SAFN 1949, l'un de ses prédécesseurs, son système de piston solidaire des pièces mobiles est une variation de celui de l'AK-47, éprouvé, mais adapté et raffiné par les ingénieurs de la FN en visant la simplification et réduction maximale des coûts sans perte de fiabilité, : emploi de tôle emboutie et soudée pour le boîtier, d'alliage d'aluminium pour l'ensemble de la carcasse et technique de fusion à cire perdue pour les pièces du mécanisme de détente et autres pièces en acier.
Le canon, vissé dans une extension usinée soudée au boîtier, est à chambre et âme chromée assurant longévité et résistance à la corrosion, rayé au pas de 1/7" permettant l'utilisation de toutes les munitions de calibre 5,56 × 45 mm, hormis les préséries et les commandes spéciales rayés au pas de 1/12".
La FNC est munie d'un sélecteur à quatre positions qui permet la mise en sûreté, le tir en coup par coup, en rafales limitées de trois coups et le tir automatique. En relevant l'alidade située derrière l'embase du guidon, on supprime la récupération des gaz. Cette position est utilisée pour le lancement de grenades à fusil, l'alidade servant alors de hausse. En cas de fort encrassement ou de conditions extrêmes, il est possible d'augmenter le flux de gaz actionnant le piston en faisant pivoter le cylindre à gaz muni d'un levier vers la droite ; par cette action, la partie avant du cylindre à gaz ferme l'évent d'échappement des gaz de l'extension de la frette,,.
La FNC est reconnue comme une arme fiable, efficace et confortable malgré une détente lourde (environ 4,5 kg ou 45 N) et des crosses non réglables en longueur peu adaptées à un usage moderne.
De base, la FNC a été développée uniquement avec une crosse tubulaire pliable. Les premières FNC acquises par la Force aérienne belge étaient une première génération avec crosse pliable et un canon sans porte-baïonnette (la baïonnette de cette génération était tubulaire et se plaçait sur le cache-flamme), elles ont été connues sous le nom de FNC M1.
Au milieu des années 1980, les forces armées belges commencèrent à recevoir les FNC de deuxième génération dans deux versions, :  
- la FNC à crosse fixe en polymère connue sous le nom de FNC M2. Cette version a été réalisée à la demande de la Force Terrestre belge qui dans sa vision du remplacement du FAL voulait conserver le même principe de crosse fixe  et de crosse pliable uniquement pour les commandos parachutistes.
- la FNC à crosse pliable connue sous le nom de FNC M3. Cette version est celle acquise par Force Terrestre belge pour les commandos parachutistes et par la Force Aérienne belge qui ne demanda pas la crosse fixe.

Une version dénommée FNC Para avec crosse pliable mais canon plus court de 8,5 centimètres a également été conçue par FN HERSTAL, cette version n'a pas été acquise par les forces armées belges.
Le système de visée classique se compose d'un guidon réglable en hauteur et d'une hausse à œilleton réglable en dérive pouvant basculer sur deux positions pour une portée efficace de 250 mètres et une maximale théorique de 400 m. Tous les FNC peuvent également être équipées d'un rail STANAG ou Picatinny M1913 permettant le montage d'optiques diverses.
Une version semi-automatique du FNC, Sporter à l'export avec canon .223 Remington au lieu du calibre 5,56 × 45 mm (dont plus ou moins 6000 aux États-Unis avant 1989), fut timidement commercialisée pour les marchés civil et de police. Elle se distingue essentiellement par l'absence de sélecteur, de tenon de baïonnette et de déflecteur de douilles.

## Diffusion
Moins courant que le FAL, la FNC est en service dans les pays suivants :
- Belgique : retirée du service dans toutes les composantes de l'armée belge . La FN FNC (sortie du catalogue FN et dont les pièces détachées ne sont plus fabriquées depuis 2008) a été progressivement remplacée par le FN SCAR[5].
- République démocratique du Congo
- Lettonie : dans le cadre de la standardisation des munitions avec l'OTAN en remplacement des AK-74.
- Liban : aide belge à la modernisation de l'armée libanaise.
- Maroc
- Mongolie
- Ukraine : 5000 armes données par le gouvernement à la suite de l'invasion de ce pays par la Russie
- Nigeria
- Salvador
- Sri Lanka : entrée en service en 1981
- Tonga
- Venezuela.

La plupart de ces armées sont clientes depuis longtemps de la FN.

## Utilisations au combat
Dans les mains des soldats du régiment Para-Commando belge, la FNC a servi lors des opérations suivantes :
- septembre 1987 : mission Octopus dans le golfe Persique,
- novembre 1990 : opération de secours Green Beam au Rwanda,
- mai 1991 à juin 1991 : mission d'aide humanitaire Blue Lodge en Irak,
- septembre à novembre 1991 : opération de sécurisation Blue Beam au Zaïre,
- janvier à février 1993 : opération Sunny Winter au Congo-Brazzaville,
- 1993 : opération Restore Hope et missions ONU UNOSOM II & III en Somalie,
- 1994 : mission ONU UNAMIR et opération de rapatriement Silver Back au Rwanda,
- avril à juin 1997 : opération Green Stream au Congo-Brazzaville,
- avril à juin 1999 : missions UFOR, Allied Harbour, BELLSSAGROUP en Albanie,
- novembre 2002 à avril 2003 : mission ONU de maintien de la paix au Kosovo.
- En mars 2022, dans le cadre d'un aide d'urgence à l'Ukraine, la Belgique à expédié en Ukraine un lot de plus de 5000 arme légères, dont une majorité d'FNC de surplus.

Il a en outre été utilisé par un membre du bataillon médian de chasseurs ardennais le 20 juin 2017 pour neutraliser l'auteur d'une tentative (échouée) d'attentat terroriste à la gare de Bruxelles-Central.
L'arme a été largement employée dans le cadre de la participation Belge à l'ISAF en Afghanistan.
L'armée libanaise en fit usage lors de la prise du camp de réfugiés palestiniens de Nahr el-Bared en 2007.
En Afrique, il fut employé par les forces armées de la République démocratique du Congo durant la première guerre du Congo entre 1996 et 1997 puis de la deuxième en 2000 ainsi que, depuis 2004, lors de la guerre du Kivu.

## Licence de production & Variantes
La Fabrique nationale de Herstal a toujours pratiqué la cession des droits de fabrication de ses armes[réf. nécessaire]. Ainsi, la FNC est construite sous licence en Suède (Bofors), avec pour différence notable l’absence de chromage des canons, où Il est également réglementaire dans une forme modifiée et modernisée appelée AK5, et en Indonésie sous sa forme originale (Pindad SS-1).

## Culture populaire
- Un FNC para à canon raccourci (version Sporter) et muni d'un cache flamme type M16 fut utilisé par le lieutenant Vincent Hanna (Al Pacino) dans le film Heat.

- Il peut être sélectionné par clic gauche dans la phase de briefing dans le troisième opus de Tom Clancy's Rainbow Six Raven Shield.

- Dans Metal Gear Solid V: The Phantom Pain, le fusil d'assaut désigné AM MRS-4 est fortement inspiré du FN FNC (et non du M4 comme on pourrait le croire). Ce choix pourrait s'expliquer du fait que la FNC est un fusil d'assaut prisé des mercenaires, qui sont au centre de l'histoire du jeu. Toutefois, on peut lui ajouter un garde-main proche de celui d'une M16A1 dans la customisation des armes. Il peut aussi être équipé d'une multitude d'accessoires comme différents viseurs et lunettes, un lance-grenade, une poignée, un laser ainsi qu'une lampe tactique.
- On peut le voir dans le film Ultime décision.